# パーティ☆キング
『パーティ☆キング』は、C&Kの12枚目のシングル。発売元はユニバーサルミュージック。

## 解説
- 前作『終わりなき輪舞曲』から約10ヶ月振りのシングル。
- オリコンシングルチャートでは最高17位に記録。自己最高位を更新した（それまでは19位）。
- 初回限定盤には、「CK 無謀な挑戦状 Case2 東日本編〜両国国技館への道〜」のライブ映像を収録したDVDを付属。
- 2015年8月12日には、「パーティ☆キング」のリミックスバージョンを5曲収録した「パーティ☆キング Remixes」が配信限定でリリースされた。

## 収録曲

### パーティ☆キング

#### CD
1. パーティ☆キング(動画)
テレビ朝日系「musicる TV」オープニング・テーマ
2. Dalala
3. CKTV
C&Kの2人によるラジオ番組。
4. パーティ☆キング (Instrumental)

#### DVD
1. 3 side show from CK 無謀な挑戦状 Case2 東日本編〜両国国技館への道〜
  1. to di Bone (in THE BRIDGE YOKOHAMA with Techno Breakers(TBA))
  2. 梅雨明け宣言 (in TAKASAKI club FLEEZ with ZEROSEN)
  3. C&KⅡ (in Yokohama Bay Hall with Adult Kurimoto Band(AKB average55)＆ZEROSEN)

### パーティ☆キング Remixes
1. パーティ☆キング (SAMURAI NOISE Remix)
2. パーティ☆キング (Hakata Jungleterrors Remix)
3. パーティ☆キング (Kento & Elerosso Remix)
4. パーティ☆キング (AViA & JOYHOLIC Remix)
5. パーティ☆キング (jetset Remix)